# Dewahuti
Dewahuti (dewanagari देवहूति, trl. devahūti, ang. Devahuti) – córka pierwszego Manu obecnej kalpy zwanego Swajambhuwa Manu (dewanagari स्वायम्भुव मनु, trl. svāyambhuva manu, ang. Svayambhuva Manu, tłum. samozrodzony lub samomanifestujący) oraz jego żony Śatarupy (dewanagari शतरूप, trl. śatarūpa, ang. Shatarupa, tłum literalnie śata-rūpa = posiadająca sto form).

## Pochodzenie i postacie powiązane

### Pochodzenie
Brahma w początkowym okresie tworzenia w celu zwiększenia populacji wszechświata podzielił swoje ciało na dwie części. Jedna część, to męski aspekt kreacji znany jako Swajambhuwa Manu, a druga część, to żeński aspekt kreacji znany jako Śatarupa. Z ich seksualnego związku zrodziła się Dewahuti i jej rodzeństwo: dwóch braci Prijawrata (dewanagari प्रियव्रत, trl. priyavrata, ang. Priyavrata) i Uttanapada (dewanagari उत्तानपादज, trl. uttānapādaja, ang. Uttanapada) oraz dwie siostry Akuti (dewanagari आकूति, trl. ākūti, ang. Akuti) i Prasuti (dewanagari प्रसूति, trl. prasūti, ang. Prasuti).

### Mąż i potomstwo
- Swajambhuwa Manu bardzo kochał swoją córkę Dewahuti i pragnął znaleźć dla niej odpowiedniego męża. Z radą mędrca Narady udał się do pustelni Kardamy Muniego i poprosił go aby przyjął Dewahuti za swoją żonę. Kardama Muni, chociaż był znany jako wielki asceta mieszkający samotnie i praktykujący, nad brzegiem rzeki Saraswati, przez tysiące lat wyrzeczenia. Jednak wypełniając wolę Brahmy, chętnie zgodził się przyjąć szlachetną i piękną Dewahuti za żonę. W ten sposób mógł realizować wolę ojca i zaludniać świat przez niego stworzony.
- Ze związku Dewahuti i Kardamy Muniego zrodzonych zostało 9 córek i jeden syn:

| L.p. | imię córki | transliteracja pisma dewanagari                             | imię męża  |
| ---- | ---------- | ----------------------------------------------------------- | ---------- |
| 1    | Kala       | dewanagari कला, trl. kalā, ang. Kala                         | Marići     |
| 2    | Khjati     | dewanagari ख्याति, trl. khyāti, ang. Khyati                    | Bhrygu     |
| 3    | Śraddha    | dewanagari श्रद्धा, trl. śraddhā, ang. Shraddha                | Angiras    |
| 4    | Hawirbhu   | dewanagari हविर्भू, trl. havirbhū, ang. Havirbhu               | Pulastja   |
| 5    | Gati       | dewanagari गति, trl. gatī, ang. Gati                         | Pulaha     |
| 6    | Krija      | dewanagari क्रिया, trl. kriyā, ang. Kriya                      | Kratu      |
| 7    | Anasuja    | dewanagari अनसूया, trl. anasūyā, ang. Anasuya                 | Atri       |
| 8    | Arundhati  | dewanagari अरुन्धती, trl. arundhatī, ang. Arundhati            | Wasisztha  |
| 9    | Śanti      | dewanagari शान्ति, trl. śānti, ang. Shanti, Santhi lub Shanthi | Atharwa    |
| 10   | Kalipa     | dewanagari स्वाहा, trl. kapila, ang. Kapila                    | jedyny syn |

## Recepcja w literaturze hinduistycznej
Według Bhagawatapurany Dewahuti była nagrodą dla maharsziego Kardamy za jego wieloletnie pokuty. Wiszu obiecał Kardamie, iż spłodzi dziewięć wspaniałych córek, które zostaną żonami wybitnych mędrców i również będą miały swój udział w zaludnianiu świata. Kardama miał spłodzić również jednego syna, który stanie się kolejnym wcieleniem Wisznu. W stosownym czasie, po zrealizowaniu przez Kardamę Muniego prośby Brahmy, udał się on ponownie do lasu aby doskonalić się w samorealizacji, zostawiając Dewahuti pod opieką Wisznu zrodzonego w ciele ich syna Kapili. Kapila opiekując się swoją matką nauczył ją jogicznych technik, dzięki którym Dewahuti osiągnęła mukti.